# Denzell Erves
Denzell Erves (ur. 15 kwietnia 1991 w Vicksburgu) – amerykański koszykarz, występujący na pozycji silnego skrzydłowego.
7 października 2017 aktualnie zawodnik zespołu PGE Turowa Zgorzelec.

## Osiągnięcia
Stan na 13 października 2016, na podstawie, o ile nie zaznaczono inaczej.
College
- Obrońca Roku GCAC (2012, 2013)
- Wybrany do:
  - składu:
    - All-Conference / All-District (2012, 2013)
    - All-Louisiana (2013 przez Louisiana Sports Writers Association)

  - III składu NAIA All-America (2013)

Drużynowe
- Mistrz UBA Classic (2013)
- Wiceistrz II ligi niemieckiej (2015)